# Vallader
Le vallader (prononcer [vɐˈlaːdɛr]) ou en français bas-engadinois est une langue romanche du groupe rhéto-roman des langues romanes. C'est une langue vernaculaire du canton des Grisons en Suisse, plus précisément en Basse-Engadine, dans la vallée de l'Inn entre  Martina et Zernez, de même que dans le Val Müstair à l'extrême sud-est de la Suisse à la frontière italienne, où sa variante s’appelle le « jauer ». Le terme de vallader est romanche et désigne à la fois comme nom commun, nom propre et adjectif les habitants de Basse-Engadine (un Vallader et une Valladra)  et leur langue par rapport aux les Hauts-Engadinois (les Puters et Puteras) et leur langue, le puter. Le terme est apparenté à vallada qui désigne la communauté  de toute une vallée.
Conformément à l'article IV de la Constitution fédérale suisse, le vallader et les autres dialectes romanches forment la quatrième langue officielle de la Confédération suisse. Au recensement fédéral de 2000, 35 095 personnes ont déclaré parler le romanche comme locuteurs natifs, soit 0,5 % de la population totale, et seuls 5 138 ont mentionné le vallader, ce qui fait déjà penser qu'elle fera bientôt partie des langues menacées. Le bas-engadinois représente un exemple de résistance séculaire à l'assimilation linguistique vu le nombre réduit de ses locuteurs natifs, mais les linguistes et sociolinguistes estiment que l'Engadine est en voie de diglossie assez généralisée, avec le romanche en perte de vitesse par rapport à l'avancée de l'allemand.
La grammaire vallader ressemble à celle du français, de l'espagnol ou encore de l'italien. On reconnaît une aire plus vaste des langues romanes où le bas-engadinois rappelle le franco-provençal ou l'occitan plus que les langues d'oïl. Néanmoins, l'analyse plus détaillée de la morphosyntaxe montre que l'allemand standard et le suisse alémanique ont profondément influencé la langue de l'Engadine, davantage que dans les patois romans au contact d'autres parlers germaniques tels que l'alsacien ou le flamand.

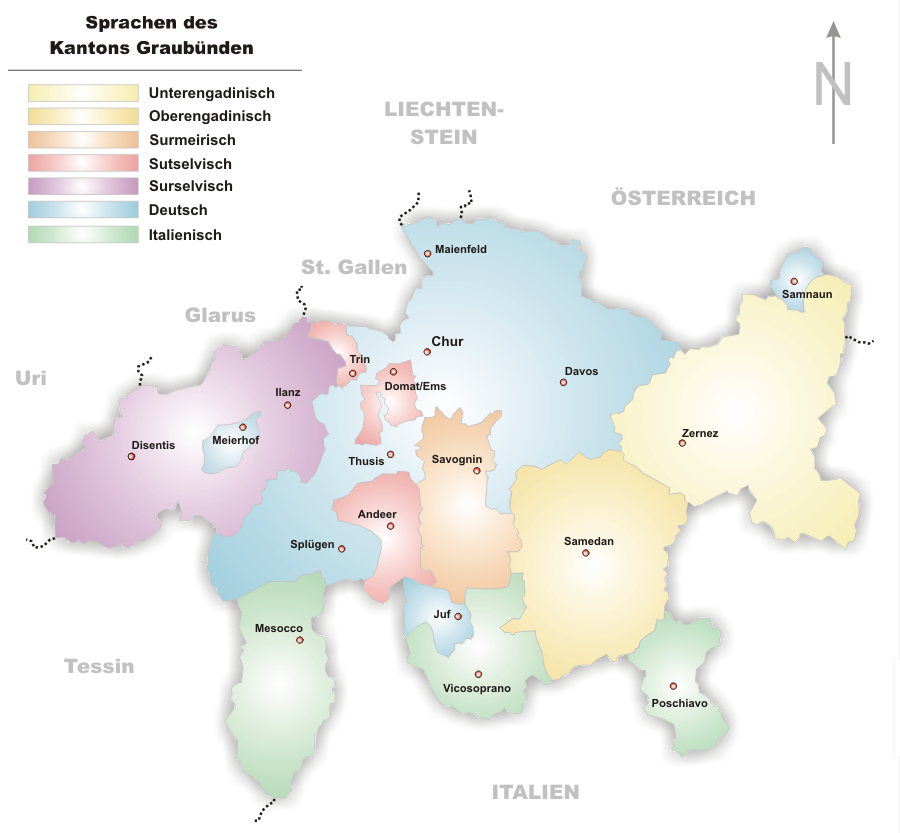
Aire linguistique romanche, en jaune pâle le vallader et le jauer.

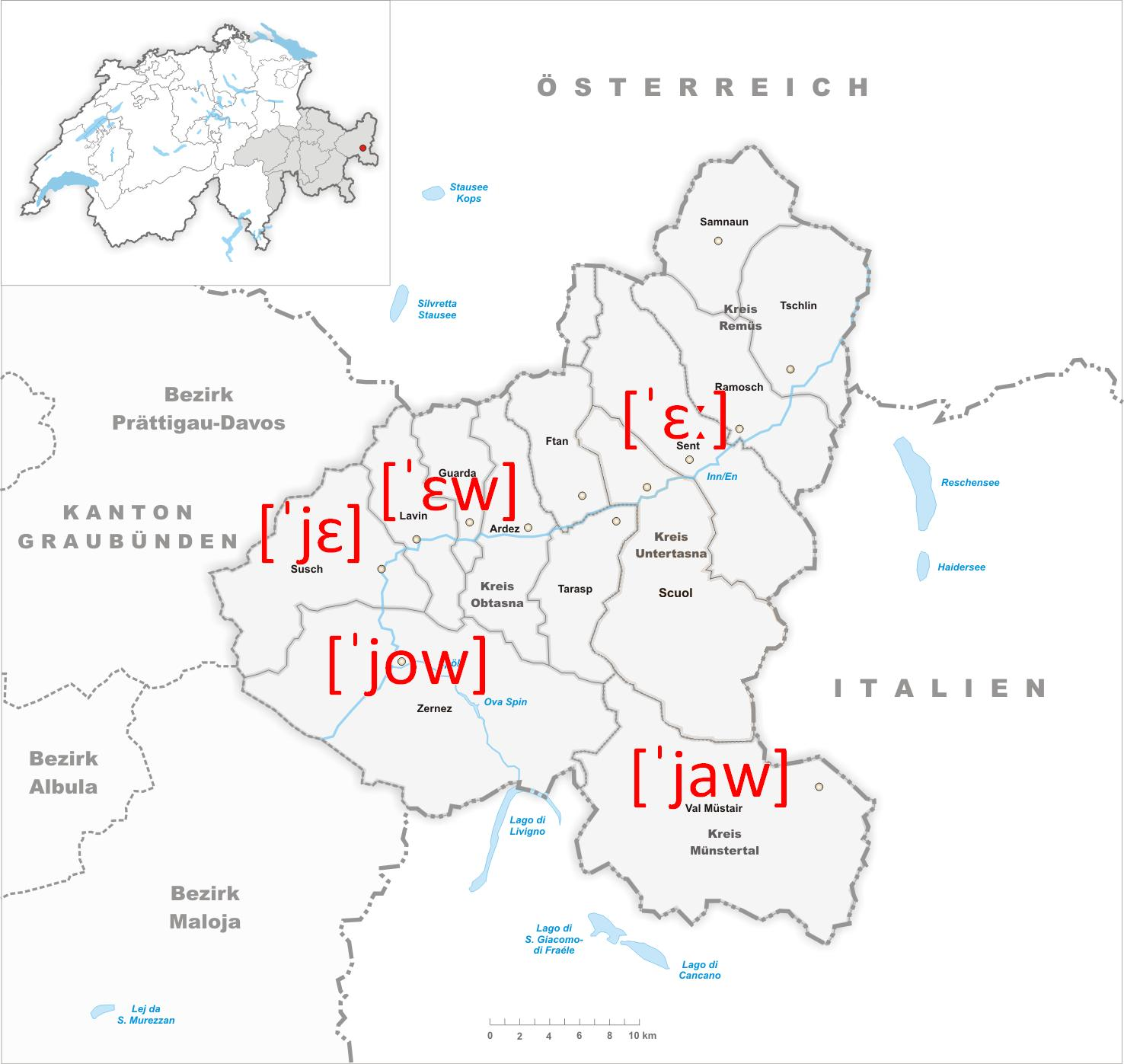
Prononciation du mot eu (pour je) en Engadine, 1962.

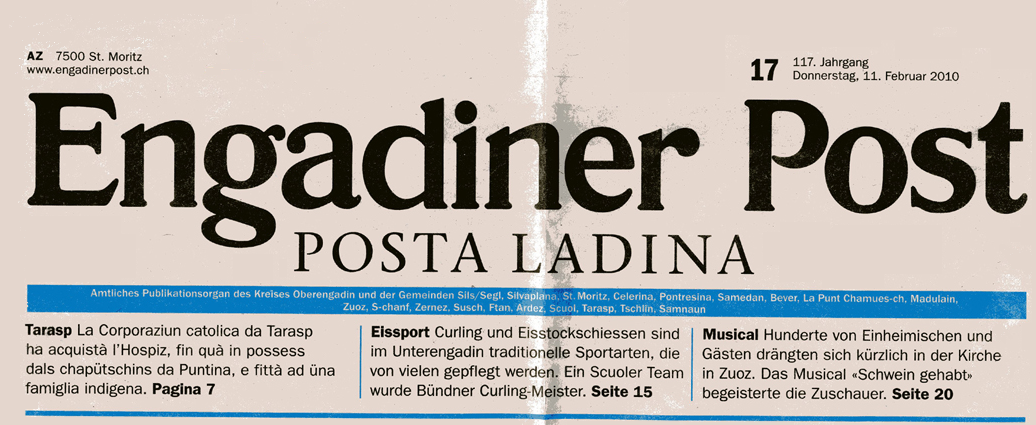
Journal Engadiner Post / Posta Ladina avec la plupart des articles en Vallader.

## Famille de langues
Le vallader est forme l'une des cinq sous-familles du rhéto-roman des Grisons, ou romanche. Dans le Val Müstair, on parle le dialecte « jauer ». Environ 7000 locuteurs parlent Vallader
Le vallader est une langue écrite et orale disposant d'une grammaire complexe et unitaire ; il dispose de dictionnaires sur papier, et aussi en ligne. Il est utilisé dans la littérature régionale, la presse et les manuels scolaires,. Il ne dispose pas d'une version propre en ligne pour Google ou  Wikipédia ; dans les deux cas, soit on utilise la koinè romanche dite rumantsch grischun, soit chacun écrit dans sa variante.

## Caractéristiques linguistiques

### Étude comparative avec les autres langues romanches
Le vallader partage de nombreux points communs avec le puter, la langue de la Haute-Engadine. Le fond lexical est quasi identique entre les deux de sorte que les dictionnaires sont communs aux deux variantes.
Sur le plan phonétique, vallader et puter connaissent les voyelles  [y] und [ø] qui n'existent pas dans les autres variantes romanches du canton. Les deux sons sont rendus par la graphie certainement empruntée à l'allemand, respectivement /ü/ et /ö/. Proche également de l'allemand, la graphie /ai/ se prononce [aj] et non [ɛ]. Müstair se prononce donc [mystajr] comme dans [arevajr], a revair(au revoir).
Globalement, le vallader se prononce comme il se lit.
Les deux variantes engadinoises pratiquent le passé simple et le passé antérieur, mais dans la langue écrite soutenue. Dans les autres dialectes romanches, ils ont disparu.

### Comparaison avec le puter
Les verbes de la première conjugaison finissent en -ar en vallader et en -er en puter. Dans les deux cas, la terminaison porte l'accent principal.
C'est dans la conjugaison qu'il faut chercher le plus de différences,.
| Langue   | 1re sg. | 2e sg. | 3e sg. | 1re pl. | 2e pl. | 3e pl. |
| -------- | ------- | ------ | ------ | ------- | ------ | ------ |
| Puter    | he      | hest   | ho     | avains  | avais  | haun   |
| Vallader | ha      | hast   | ha     | vain    | vais   | han    |

### Germanismes
Le vallader comme les autres langues romanches empruntent beaucoup à l'allemand sur le plan lexical et morphosyntaxique. Le vocabulaire d'emprunt est de type adstratique au contact d'une Suisse alémanique très présente, d'autant plus que certaines régions des Grisons sont germanophones. Dans les secteurs touristiques, comme l'Engadine, les romanchophones parlent l'allemand par nécessité économique. Ce n'est pas comme en Suisse italophone où les habitants pratiquent d'abord l'italien. Tous les domaines de la vie sont concernés par les emprunts à l'allemand, naturalisés, traduits ou pas. Les germanismes ne sont pas forcément récents, ils remontent à toutes les époques de cohabitation entre les deux cultures depuis le Moyen Âge : nüzzaivel (allemand nützlich), stambuoch (allemand Steinbock) ou rispli (allemand Bleistift, suisse alémanique risbli).
La diglossie des pays des Grisons aboutit à une alternance de code linguistique très prononcée qui conduit les Romanches à imiter des structures allemandes ou alémaniques dans une langue romane, comme l'adoption de verbes à particule : far aint (allemand  einmachen), crescher sü (allemand aufwachsen) ou ir giò (allemand untergehen), avair gugent (allemand gernhaben).
Les patois romans le long de la frontière linguistique en Suisse, France et Belgique ont également connu de nombreux emprunts aux dialectes allemands voisins sans pour autant abandonner leur esprit roman. Néanmoins, le romanche forme sans conteste l’un des meilleurs exemples de langue romane ayant naturalisé et absorbé des structures grammaticales très spécifiques à l’allemand :
- le vallader et les autres dialectes romanches pratiquent l'inversion du sujet après un adverbe ou tout autre compléments placé en début de phrase (ordre V2 comme en allemand) ;
- il utilise le subjonctif 1 dans le discours indirect, mode de la conjugaison allemande qui sert à exprimer la neutralité dans le discours que l'on rapporte d'un autre, notamment quand le contenu est très subjectif, non vérifiable ou contestable. Il est du coup inutile de préciser comme en français « je cite » ou de préciser que les paroles rapportées n'engagent que leur auteur. Cela va de soi[12].
- mais seuls le sursilvan et le sutsilvan placent le participe en fin de phrase au passé composé, ainsi qu'en allemand, mais de façon unique pour une langue romane[13].

## Dialectes
À l'oral, les Bas-Engadinois et les Val-Munstériens usent de parlers locaux qui peuvent diverger de la langue standard. Ils peuvent deviner l'origine d'un locuteur à quelques caractéristiques phonétiques et grammaticales. Pour dire « je », on a les formes suivantes :
[ˈɛː], [ˈɛw], [ˈjɛ], [ˈjɐ], [ˈjow] und [ˈjaw]. En réalité, cela concerne la prononciation de la diphtongue /eu/ en général : pour les mots eu, cheu et darcheu ('je', 'tête' et 'à nouveau') que tous écrivent de la même manière, mais prononcent différemment comme suit :
- de Scuol à Tschlin, on dit e, che et darche avec un /e/ ouvert[15] ;
- à Susch, on dit je, che et darche avec un /e/ ouvert[15] ;
- à Zernez, on dit jo, cho et darcho[15].

La partie orientale de la Basse-Engadine, entre Scuol et Tschlin, se distingue également par sa prononciation différente des diphtongues /ou/ et /uo/ qu'elle prononce /o/ :
- uossa, muot et tuot ('maintenant', 'mont' et 'tout') se disent dit ossa, mot et tot avec encore une fois à l'intérieur de l'aire concernée des locuteurs qui privilégient le /o/ fermé et d'autres le /o/ ouvert ;
- our, bouv et vout ('en dehors', 'bœuf' et 'voûte') se prononcent  or, bov et vot avec le /o/ fermé et le /o/ ouvert selon les microrégions[15].

Le vallader dialectal parlé dans le Val Müstair se nomme jauer. La terminaison des verbes du premier groupe termine en -er comme en puter, mais l'accent tonique est sur l'avant-dernière syllabe.
La /a/ accentué est diphtongué en /àu/ :  chantàr en vallader donne  chàunter en jauer pour chanter.
Même si un livre de contes et légendes est sorti en jauer en 2007, il n'y a pas de tradition écrite pour cette variante dialectale.
Pour les manuels scolaires, les Val-Munstériens ont utilisé le vallader jusqu'en 2008, puis le Rumantsch Grischun jusqu'au référendum de 2012 qui a décidé la réintroduction du vallader plutôt que cette tentative de koinè, qui n'a pas convaincu les gens sur le terrain.
À Samnaun (en vallader Samignun), on parle aujourd'hui allemand, plus exactement tyrolien. À l'origine, cette vallée appartenait à l'aire linguistique vallader. Avec l'arrivée de colons austro-bavarois et de Walser, le basculement vers l'usage de l'allemand dialectal commença dès le XVIIe siècle.

## Échantillons romanches
Pour tous les ouvrages et articles qui traitent du romanche en Suisse et ailleurs, on retrouve presque systématiquement les échantillons ci-dessous qui permettent de se faire une idée concrète des différences qui existent entre les variantes engadinoises et le rumantsch grischun.
Il s'agit d'une version paraphrasée de la fable de La Fontaine, c'est pourquoi la traduction française proposée ne reprend pas l'original qui diverge trop du texte romanche pour être suffisamment utile à la lecture des versions romanches.
- Vallader

La vuolp d’eira darcheu üna jada fomantada. Qua ha’la vis sün ün pin ün corv chi tgnaiva ün toc chaschöl in seis pical. Quai am gustess, ha’la pensà, ed ha clomà al corv: „Che bel cha tü est! Scha teis chant es uschè bel sco tia apparentscha, lura est tü il plü bel utschè da tuots.“
- Jauer

La uolp d'era darchiau üna jada fomantada. Qua ha'la vis sün ün pin ün corv chi tegnea ün toc chaschöl in ses pical. Quai ma gustess, ha'la s'impissà, ed ha clomà al corv: „Cha bel cha tü esch! Scha tes chaunt es ischè bel sco tia apparentscha, lura esch tü il pü bel utschè da tots“.
- Rumantsch grischun

La vulp era puspè ina giada fomentada. Qua ha ella vis sin in pign in corv che tegneva in toc chaschiel en ses pichel. Quai ma gustass, ha ella pensà, ed ha clamà al corv: „Tge bel che ti es! Sche tes chant è uschè bel sco tia parita, lura es ti il pli bel utschè da tuts.
- Français

Le renard était encore une fois affamé. C'est alors qu'il vit un corbeau sur un sapin qui tenait un morceau de fromage en son bec. Cela me plairait bien, pensa-t-il, et appela le renard en ces termes : « comme tu es beau ! Si ton chant est aussi beau que ton apparence, alors tu es le plus beau de tous les oiseaux ».

## Auteurs écrivant en vallader
Partant de la maxime célèbre de Peider Lansel « Ni Italians, ni Tudais-chs, Rumantschs vulain restar (ni Italiens ni Allemands, nous voulons rester Romanches) » en réaction aux prétentions irrédentiques italiennes au début du XXe siècle, la littérature en vallader, comme pour celle des autres variantes romanches, est très marquée par une volonté identitaire forte qui montre à la fois l’avantage et l’inconvénient d’avoir été une vallée allophone à l’écart, très soucieuse de ses particularismes régionaux au contact de langues standardisées parfois envahissantes. Portée par des Engadinois émigrés et expatriés qui en font partiellement une littérature d’exil, l’écriture vallader touche essentiellement le lyrisme, la prose, la pensée critique et politique. De nombreuses œuvres se servent de contes et légendes, mettent en avant jusqu’en 1950 les traditions populaires, la culture rurale et campagnarde qui peuvent restreindre finalement la réceptivité du contenu auprès des lecteurs non avertis. Par ailleurs, les auteurs sont également passés par les canaux d’expression que sont la chronique, le journal littéraire ou l’almanach. Les unions d’écrivains romanches trouvèrent des passerelles entre les différents dialectes romanches. Le putèr et le vallader sont proches ; les critiques littéraires désignent parfois les deux par le terme « ladin » par opposition aux dialectes occidentaux des Grisons hors Engadine. La plupart des romans en ladin sont postérieurs à la deuxième moitié du XXe siècle, lesquels ont largement abandonné les valeurs paysannes comme support récurrent. Les traductions d’auteurs suisses internationaux en romanche contribuent à élargir le spectre des lectures en romanche et certains auteurs romanches ont à l’inverse fait une carrière nationale.
Les auteurs de genres les plus divers ont écrit en ladin, soit vallader soit putèr :
- XVIe siècle
  - Ulrich Campell[20] ;
- XIXe siècle
  - Conradin Flugi
  - Gian Fadri Caderas
  - Simeon Caratsch
  - Giovannes Mathis
  - Johannes Barandun
- XXe siècle
  - Clementina Gilli
  - Alexander Lozza
  - Gion Antoni Bühler
  - Peider Lansel
  - Gudench Barblan
  - Chasper Po
  - Men Gaudenz
  - Men Rauch
  - Artur Caflisch
  - Cristoffel Bardola
  - Ursina Clavuot Geer
  - Maria Ritz
  - Schimun Vonnmoos
  - Balser Puorger
  - Gian Gianet Cloetta
  - Selina Chönz
  - Annapitschna Grob-Ganzoni
  - Jon Semadeni
  - Cla Biert
  - Reto Caratsch
  - Oscar Peer[21]
  - Clo Duri Bezzola
  - Göri Klainguti
  - Jon Nuotclà
  - Rut Plouda
  - Giusep Durschei
  - Curo Mani
  - Jacques Guidon
  - Tista Murk
  - Jon Nuotclà
  - Jon Semadeni
  - Andri Peer
  - Luisa Famos
  - Chatrina Filli
  - Armon Planta
  - Tina Nolfi
  - Rut Plouda
  - Leta Semadeni